# المعزب (مسلسل)
المعزّب هو مسلسل كويتي من النوع التاريخي.من إنتاج تلفزيون الكويت سنة 2014. من بطولة الفنان أحمد جوهر ، إبراهيم الصلال ، محمد جابر ، عبد الرحمن العقل ، عبد العزيز الحداد و عدد من الفنانين. والمسلسل من إخراج شرويت عادل. ومن تأليف أحمد جوهر و هو يعرض على تلفزيون الكويت.

## قصة المسلسل
يتحدث مسلسل المعزب عن فترة الاربعينيات في الكويت، ويتم تسليط الضوء على العلاقات بين الناس بداخل وخارج السور، والعلاقات بين دول الجوار قديما، و تاريخ الكويت الحضري والبدوي وحياتهم بتلك الحقبة، وهناك «شرباكه» وصراعات ضمن الاحداث الدرامية المشوقة، يتخللها ثأر قديم .

## الممثلون
- أحمد جوهر (شداد)
- إبراهيم الصلال (بو قمرة)
- عبد الرحمن العقل (عبد الله)
- محمد جابر (حمدان)
- عبد العزيز الحداد (غازي - سعدون)
- أمل عباس (حسنيّة)
- محمد المنيع (حجي منصور)
- هند البلوشي (الدانة)
- أحمد الهزيم (بو عبد الله)
- عبد الرزاق خلف ( بو قذلة)
- جمال الشطي
- بدور عبدالله (العنود)
- مبارك سلطان (بو طبر)
- فايز العامر (بو نايف)
- رضا علي حسين (بو ناصر)
- ناصح الفضلي (عماش)
- على محسن (اخ شداد)
- أمينة القفاص (أم عبد الله)
- حيدر الحداد (ناصر)
- محمود الفيلكاوي
- علي بولند (جاسر)
- علي الحمدان
- علي الشطي ( رستم )
- نواف الشمري (نايف)